# Sân bay Soyo
Sân bay Soyo (IATA: SZA, ICAO: FNSO) là một sân bay ở thành phố Soyo, Angola.

## Hãng hàng không và điểm đến
| Hãng hàng không      | Các điểm đến    |
| -------------------- | --------------- |
| TAAG Angola Airlines | Cabinda, Luanda |